# العلاقات الأفغانية الكيريباتية
العلاقات الأفغانية الكيريباتية هي العلاقات الثنائية التي تجمع بين أفغانستان وكيريباتي.

## مقارنة بين البلدين
هذه مقارنة عامة ومرجعية للدولتين:
| وجه المقارنة                                              | أفغانستان                    | كيريباتي                        |
| --------------------------------------------------------- | ---------------------------- | ------------------------------- |
| المساحة (كم2)                                             | 652.23 ألف                   | 811                             |
| عدد السكان (نسمة)                                         | 34.94 مليون                  | 116.40 ألف                      |
| الكثافة السكانية (ن./كم²)                                 | 53.57                        | 14.35 ألف                       |
| العاصمة                                                   | كابل                         | جنوب تاراوا                     |
| اللغة الرسمية                                             | اللغة البشتوية، اللغة الدرية | لغة إنجليزية، اللغة الكيريباتية |
| العملة                                                    | أفغاني                       | دولار كريباتي، دولار أسترالي    |
| الناتج المحلي الإجمالي (بليون دولار)                      | 20.82 مليار                  | 196.15 مليون                    |
| الناتج المحلي الإجمالي (تعادل القوة الشرائية) بليون دولار | 62.62 مليار                  | 224.26 مليون                    |
| الناتج المحلي الإجمالي الاسمي للفرد دولار أمريكي          | 594                          | 1.42 ألف                        |
| الناتج المحلي الإجمالي للفرد دولار أمريكي                 | 1.93 ألف                     | 1.81 ألف                        |
| مؤشر التنمية البشرية                                      | 0.479                        | 0.590                           |
| رمز المكالمات الدولي                                      | +93                          | +686                            |
| رمز الإنترنت                                              | .af                          | .ki                             |
| المنطقة الزمنية                                           | ت ع م+04:30                  |                                 |

## منظمات دولية مشتركة
يشترك البلدان في عضوية مجموعة من المنظمات الدولية، منها:
| علم المنظمة | اسم المنظمة                   | تاريخ انضمام أفغانستان | تاريخ انضمام كيريباتي |
| ----------- | ----------------------------- | ---------------------- | --------------------- |
|             | منظمة حظر الأسلحة الكيميائية  | ?                      | ?                     |
|             | الأمم المتحدة                 | 19 نوفمبر 1946         | 14 سبتمبر 1999        |
|             | مؤسسة التمويل الدولية         | 23 سبتمبر 1957         | 2 أكتوبر 1986         |
|             | يونسكو                        | 4 مايو 1948            | 24 أكتوبر 1989        |
|             | مؤسسة التنمية الدولية         | 2 فبراير 1961          | 2 أكتوبر 1986         |
|             | بنك التنمية الآسيوي           | 1966                   | 1974                  |
|             | البنك الدولي للإنشاء والتعمير | 14 يوليو 1995          | 29 سبتمبر 1986        |
|             | الاتحاد البريدي العالمي       | ?                      | ?                     |
|             | الاتحاد الدولي للاتصالات      | 12 أبريل 1928          | 3 نوفمبر 1986         |

## وصلات خارجية
- موقع وزارة الخارجية الأفغانية